# Deutsch-mauretanische Beziehungen
Die Deutsch-mauretanischen Beziehungen werden von dem Auswärtiges Amt als „gut“ bezeichnet und Deutschland leistet Entwicklungshilfe in Mauretanien. Zu Staatsbesuchen auf der bilateralen Ebene kommt es jedoch nur selten.

## Geschichte
Der kurbrandenburgische Kapitän Cornelius Reers der Fregatte Rother Löwe besetzte 1685 die Insel Arguin. Brandenburg schloss zwei Jahre später einen Schutzvertrag mit dem lokalen König von Arguin ab. Die Insel blieb bis 1721 im Besitz von Brandenburg, als sie schließlich nach französischen Angriffen aufgegeben werden musste.
Nach der Unabhängigkeit Mauretaniens von Frankreich 1960 nahm das Land im selben Jahr diplomatische Beziehungen mit der Bundesrepublik Deutschland (BRD) auf. Nach dem Ende der Hallstein-Doktrin nahm Mauretanien bis zur deutschen Wiedervereinigung auch diplomatische Beziehungen mit der Deutschen Demokratischen Republik (DDR) auf.
Im Jahre 1991 eröffnete die Deutsche Gesellschaft für Internationale Zusammenarbeit ein Büro in Nouakchott. Nach einem Staatsstreit im Land 2008 wurde die Entwicklungszusammenarbeit von Deutschland vorübergehend ausgesetzt. 2016 besuchte Entwicklungsminister Gerd Müller das Land und drei Jahre später stattete eine deutsche Bundestagsdelegation dem Land einen Besuch ab.
2023 besuchte die Staatsministerin im Auswärtigen Amt Katja Keul Mauretanien.

## Wirtschaft
Die wirtschaftlichen Beziehungen weisen eine geringe Intensität auf. Das Gesamtvolumen des Handels mit Mauretanien belief sich im Jahr 2021 auf 171 Millionen Euro, womit Mauretanien den 124. Platz in der Rangliste der deutschen Handelspartner belegt. Deutschland importiert aus Mauretanien vorwiegend Rohstoffe und exportiert im Gegenzug Nahrungsmittel, Fahrzeuge und Maschinen. Seit 2018 unterhält das MAN eine Werkstatt in Nouakchott. Derzeit ist Mauretanien Importeur von deutschen Fertigungsanlagen zum Aufbau von moderner Wirtschaft.

## Entwicklungszusammenarbeit
Deutschland leistet in Mauretanien Entwicklungshilfe mit den Schwerpunkten Frieden und Sicherheit, Berufsausbildung und Umwelt. Neben der bilateralen Ebene auch auf der multilateralen Ebene, darunter in den Regionalorganisationen G5 Sahel und der Sahel-Allianz. Die KfW und die GIZ sind in Mauretanien vertreten. Die Entwicklungshilfe betrug für die Jahre 2018 und 2019 25 Millionen Euro. Hierbei soll die Fluchtursachen und die Agrarindustrie des Landes zukunftsfähig gemacht werden. Im Sommer 2020 wurde weitere Entwicklungshilfe von Deutschland zugesagt. Die Hauptschwerpunkte sind: der Schutz des gesellschaftlichen Zusammenhalts, Schutz von Lebensgrundlagen und die Ausbildung von mauretanischen Fachkräften in Deutschland.
Zudem wird die Digitalisierung der öffentlichen Finanzsysteme, die Dezentralisierung der Verwaltung auf regionaler Ebene bis 2030 gefördert. Zudem wird bei gesellschaftlichen und judikativen Elementen der mauretanischen Gesellschaft die zivilgesellschaftliche Zusammenarbeit und das Voranbringen von demokratischen Strukturen durch das BMZ unterstützt.
Zudem wurde parallel dazu durch das BMZ weitere Unterstützung bei Ausbildung und Wirtschaft. Im Vordergrund besteht hier die der Bereich Bergbau und Rohstoffgewinnung.

## Diplomatische Standorte
- Deutschland hat eine Botschaft in Nouakchott.[9]
- Mauretanien hat eine Botschaft in Berlin.[10]